# Loubédat
Loubédat település Franciaországban, Gers megyében. Lakosainak száma 111 fő (2022. január 1.). Loubédat Aignan, Avéron-Bergelle, Bétous, Cravencères, Nogaro, Sabazan, Sainte-Christie-d’Armagnac és Sion községekkel határos.

## Népesség
A település népességének változása:
| Lakosok száma | 168  | 136  | 122  | 129  | 113  | 112  | 107  | 101  | 98   | 111  |
|               | 1968 | 1982 | 1990 | 2006 | 2013 | 2015 | 2017 | 2019 | 2020 | 2022 |